# Gäddtjärnen (Leksands socken, Dalarna, 672893-143988)
Gäddtjärnen är en sjö i Leksands kommun i Dalarna och ingår i Dalälvens huvudavrinningsområde. Sjöns area är 0,039 kvadratkilometer och den är belägen 281 meter över havet.